# (37226) 2000 WQ142
2000 WQ142 (asteroide 37226) é um asteroide da cintura principal. Possui uma excentricidade de 0.06074940 e uma inclinação de 15.03755º.
Este asteroide foi descoberto no dia 20 de novembro de 2000 por LONEOS em Anderson Mesa.